# 光叶党参
光叶党参（学名：Codonopsis cardiophylla）为桔梗科党参属的植物，为中国的特有植物。分布在中国大陆的湖北、陕西、山西等地，生长于海拔2,000米至2,900米的地区，多生长于山地草坡和石崖上，目前尚未由人工引种栽培。